# 薛宝琨
薛宝琨（1935年11月—2016年2月28日），男，天津人，中国曲艺理论家，南开大学教授，中国曲艺家协会原副主席。